# 赵平 (1950年)
赵平（1950年—），汉族，中华人民共和国政治人物、第十一届全国政协委员。
加入中国共产党，担任中国医学科学院肿瘤医院（肿瘤研究所）院长。2008年，当选第十一届全国政协委员，代表医药卫生界，分入第四十五组。并担任教科文卫体委员会专委。